# Адагум
Адагум (рос. Адагум) — річка в Росії, в Краснодарському краї. Ліва притока Кубані. Витоки на північних схилах Маркотхського пасма. Річка утворюється при злиття річок Бакан (ліве джерело) і Неберджай (праве джерело), протікає через місто Кримськ. Впадав в Кубань через лиман Куркуй у станиці Варениківський. Наразі впадає в Варнавінське водосховище і далі по Варнавінському водосбросному каналу у Кубань.
Довжина 66 км. Після сильних дощів в горах виходить з берегів. Має паводочий характер (в основному в зимовий і весняний період). Межень (аж до пересихання) спостерігається влітку. Для збору паводкових вод на речещі річки побудовано Варнавінське водосховище. Головні притоки: Абін, Сухий Аушедз, Баканка, Гечепсин.
Гідронім Адагум ліг в основу назви хуторів Адагум і Верхньоадагумського.
Назва пішла від тюркського Ата-кум: Ада — острів і кум — пісок.